# Station Bunken
Station Bunken is een spoorweghalte in Bunkenklitplantage in de Deense gemeente Frederikshavn. De halte 1890 is in 2006 opgekapt, waarbij het perron opnieuw is aangelegd en een nieuwe abri is geplaatst.